# L'assassinat du grand-duc Serge
L'assassinat du grand-duc Serge er en fransk stumfilm fra 1905 af Lucien Nonguet.